# 白城工业园区
白城工业园区，是吉林省白城市下辖的正县级准行政区划性质的开发区。位于白城市区东南。下辖原属于洮北区的城南街道办事处，共3个社区。面积118平方公里。 

## 历史
2005年1月26日 根据白编字[2005]1号文件“关于成立白城工业园区管理委员会的通知”，正式成立白城工业园区管理委员会。2005年2月3日 根据白组发[2005]6号“关于成立白城工业园区临时党委的决定”，成立白城工业园区临时党的委员会。2005年5月开发建设。2011年升为省级开发区。